# Ozarba atrifera
Ozarba atrifera là một loài bướm đêm trong họ Noctuidae.